# Sarasso (formaggio)
Il sarasso (in ligure sarazzu) è una ricotta, prodotto tipico ligure, ottenuta dal siero salato e stagionato del formaggio Santo Stefano d'Aveto (San Sté). Rientra nell'elenco dei prodotti agroalimentari tradizionali italiani (PAT) del Ministero delle politiche agricole alimentari e forestali.

## Storia
Il nome deriva dal termine latino "serum" e dal termine provenzale "serác" che significa siero. Anticamente il sarasso veniva salato e stagionato così da poterlo consumare anche dopo molto tempo.

## Procedimento di produzione
Durante la prima fase il siero stagionato che proviene dalla lavorazione del formaggio San Sté viene salato e portato alla temperatura di 90°. La fase successiva prevede l'acidificazione per consentire la flocculazione delle sieroproteine. Dopo si procede alla filtrazione tramite colino a rete. La massa liquida viene mescolata utilizzando un attrezzo in legno (zubbo). Una volta che si è raggiunta la consistenza desiderata, si procede alla raccolta del coagulo tramite cestelli forati, così da eliminare il liquido in eccesso. Il prodotto finito ha una forma cilindrica di 10 centimetri di diametro, dal colore giallo paglierino chiaro, con crosta rigida e pasta friabile.

## Zone di produzione
Questo formaggio viene prodotto nella provincia di Genova, principalmente nell'alta Val d'Aveto.

## Abbinamenti
Il sarasso viene utilizzato come ingrediente per molte ricette tradizionali liguri, tra cui il tuccu zeneize (sugo di carne alla genovese) e come condimento della pasta. Si può abbinare a vini bianchi e rossi. 